# Géométrie de l'espace-temps dans les repères tournants
 (avril 2013).
Si vous disposez d'ouvrages ou d'articles de référence ou si vous connaissez des sites web de qualité traitant du thème abordé ici, merci de compléter l'article en donnant les références utiles à sa vérifiabilité et en les liant à la section « Notes et références ».
La géométrie de l'espace-temps dans les repères tournants est l'étude de la géométrie de l'espace-temps dans un repère en rotation. Si l'on considère un disque en rotation, il s'agit de voir quelle forme prend la géométrie de l'espace-temps pour un observateur O' situé en périphérie du disque.
L'étude de l'effet Sagnac et des paradoxes d'Ehrenfest et de Selleri a clairement montré que la géométrie de l'espace, considérée du point de vue de l'observateur, ne pouvait pas être euclidienne. En outre, les calculs de l'effet Sagnac en relativité restreinte ont donné la métrique de l'espace-temps dans le repère en rotation. Une analyse géométrique, plus intuitive, est également utile.
Le repère de référence, inertiel, sera noté R. Le repère en rotation sera noté R'. Enfin, on appellera R1 le repère inertiel ayant son origine en O' et la même vitesse que celui-ci à un instant donné. Évidemment, ce repère R1 ne coïncide avec R' que localement (dans un voisinage de O') et pendant un temps infinitésimal. À chaque instant, le repère R1 sera différent puisque O' a une vitesse variant en direction. Pour effectuer des calculs, utilisant par exemple les transformations de Lorentz, il est donc nécessaire de travailler avec des intervalles infinitésimaux et en intégrant, comme dans les calculs détaillés.

## Effets relativistes dans les repères tournants

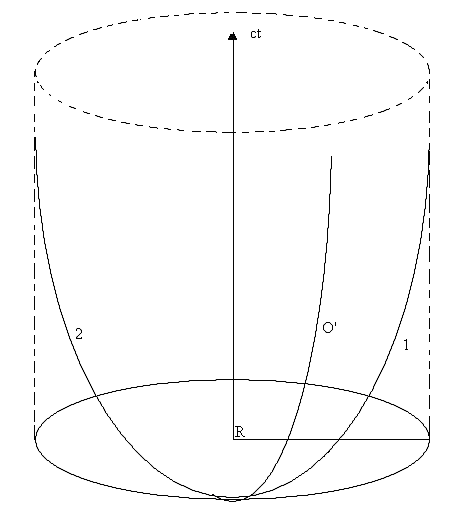
Figure 1

Pour avoir une idée de la perception de l'espace-temps par un observateur tournant, commençons par une approche qualitative. Le disque étant plat, on peut se passer de la dimension spatiale verticale et représenter l'espace-temps en trois dimensions : deux dimensions horizontales pour l'espace et la dimension verticale pour le temps.
Les trajectoires de rayons lumineux contraints à suivre le bord du disque sont des hélices de type lumière autour du cylindre, c’est-à-dire des hélices inclinées à 45° par rapport à l'horizontale. La trajectoire d’un observateur O' situé sur le bord du disque est également une hélice mais de type temps (proche de la verticale s’il tourne à une vitesse faible devant celle de la lumière).
On peut également travailler en 2 dimensions en considérant uniquement la périphérie du disque, c’est-à-dire en étalant le cylindre ci-dessus sur une feuille. En raison du caractère "fermé" de la circonférence, les trajectoires "sortant" par la droite, "entrent" par la gauche et vice-versa, comme dans certains jeux vidéo du type pacman. Il y a d'ailleurs une forte ressemblance avec ce qui se passe dans les espaces compacts.

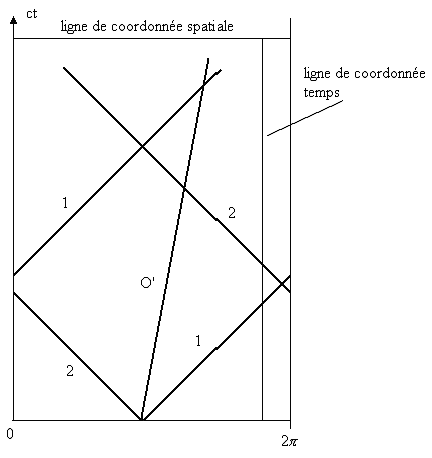
Figure 2

Les lignes d'univers sont des droites. On voit clairement les points d'intersection des trajectoires de l'observateur tournant O' avec les rayons lumineux 1 et 2. Les lignes des coordonnées spatiales et temporelles du référentiel inertiel R sont les horizontales et les verticales.
Intéressons nous au système de coordonnées spatio-temporelles associé au repère R' en rotation. De la figure 2 on peut passer à une représentation dans R'. Quelques règles sont suivies :
- La trajectoire de O' est une ligne de coordonnée de type temps (O' est immobile dans R').
- Les trajectoires de type lumière sont les bissectrices des lignes de coordonnées temps et espace (vitesse de la lumière invariante et isotrope localement même dans le référentiel tournant).
- Les intersections entre les trajectoires lumineuses et celle de O' ont le même écart de temps que dans la figure ci-dessus.

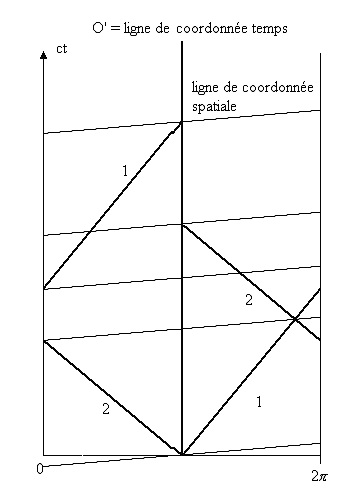
Figure 3

Sur la figure 3, l'axe de coordonnée spatiale de R' (la ligne des évènements perçus comme simultanés par les observateurs tournants locaux) est incliné par rapport l'axe de coordonnée temporelle (la ligne des évènements se déroulant en un même point dans le référentiel tournant). Utiliser des axes inclinés ne change cependant pas la géométrie de l'espace-temps (travailler sur une feuille quadrillée non par des rectangles mais par des losanges peut présenter des difficultés pratiques mais ne change pas la feuille de papier !).
Revenons à un dessin en trois dimensions. Traçons en perspective, dans R', les lignes de coordonnées spatiales de la figure 3.

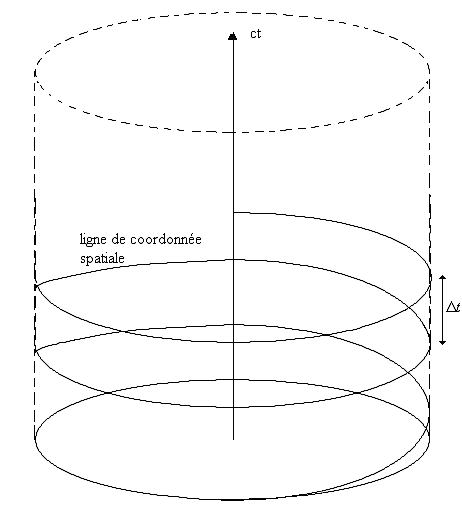
Figure 4

La figure 4 nous permet de faire trois constatations.
- Les lignes de champ tangentes à la direction de simultanéité locale (simultanéité associée aux observateurs tournants) sont hélicoïdales.
- Le Time Gap {\displaystyle \Delta t} lors d'un tour le long de circonférence (ligne spatiale) traduit le fait que la vitesse de la lumière est localement isotrope mais n’est par contre pas globalement isotrope dans le référentiel tournant. Pour partir d’un point du disque tournant et revenir en ce même point, la lumière met plus de temps quand elle tourne dans le même sens que le disque plutôt que quand elle tourne en sens inverse.
- La surface de synchronisation globale respectant la simultanéité locale perçue par les observateurs tournants n'est pas continue (saut de simultanéité traduisant le fait que les observateurs tournants locaux ne perçoivent pas localement d'anisotropie de la vitesse de la lumière mais la constatent globalement). C’est ce que l’on illustre dans la figure ci-dessous.

La symétrie entre effets relativistes observés globalement dans un référentiel tournant et effets relativistes observés dans un référentiel inertiel n'est pas respectée. On observe un non-respect de la symétrie de la contraction de Lorentz du mètre de l’observateur tournant (courbure spatiale négative du référentiel tournant), un non-respect de la symétrie de la dilatation temporelle de Lorentz associée aux horloges de l’observateur tournant (paradoxe de Langevin), une anisotropie de la vitesse relative de la lumière mesurable globalement par les observateurs tournants (effet Sagnac).
Les difficultés pour comprendre la synchronisation et plus généralement pour comprendre le caractère globalement observable de la dissymétrie des effets relativistes induits par le mouvement tournant illustrent bien la confusion fréquente entre symétrie locale et symétrie globale.
Dans un espace-temps de Minkowski, une synchronisation naturelle de la relativité restreinte est associée à chaque référentiel inertiel. Elle donne la possibilité de feuilleter l’espace-temps en feuillets 3D de simultanéité. L’existence d’un feuilletage en feuillets 3D de simultanéité globale, tangents aux hyperplans de simultanéité locale, n’est pas toujours possible, et ce, même dans un espace-temps de Minkowski, quand on utilise un système de coordonnées qui n’est pas un système de coordonnées inertiel.

## Calcul de la circonférence
Attaquons maintenant le calcul de la circonférence du disque d'une manière un peu plus précise que celle postulée dans l'étude de l'effet Sagnac.

### Calcul relativiste de la circonférence d'un disque tournant
Soit un disque de rayon {\displaystyle R} et de vitesse angulaire {\displaystyle \omega } tournant dans un référentiel inertiel R. Soit R' le référentiel des observateurs au repos sur le disque tournant. Un observateur au repos dans R' situé en périphérie du disque se déplace à la vitesse {\displaystyle V=\omega R}. En mettant leurs petits mètres bout à bout, les observateurs au repos dans le référentiel inertiel R et situés le long de la périphérie du disque mesurent une circonférence du disque égale (bien sûr) à {\displaystyle C=2\pi R}.
Au contraire, les observateurs situés dans le référentiel tournant R' ont des petits mètres contractés par la contraction de Lorentz (lorsqu'ils sont orientés dans la direction circonférentielle). Le long de la périphérie du disque, ces mètres tournants ont donc une longueur valant {\displaystyle {\sqrt {1-{\frac {V^{2}}{c^{2}}}}}} (quand cette longueur est mesurée dans le référentiel inertiel R). Bien sûr, les observateurs tournants n'en savent rien car la contraction de Lorentz est localement inobservable. Par contre, en mettant ces petits mètres bout à bout, les observateurs tournants situés le long de la périphérie du disque auront la surprise de trouver une circonférence du disque plus grande que {\displaystyle 2\pi R} valant {\displaystyle C'={\frac {2\pi R}{\sqrt {1-{\frac {V^{2}}{c^{2}}}}}}}.
C'est le pendant, en termes de contraction de Lorentz des distances, du paradoxe de Langevin (vieillissement moins important du jumeau tournant R' en raison du ralentissement des horloges tournantes dû à la dilatation temporelle des secondes de ces horloges, y compris bien sûr les horloges biologiques qui n'ont rien de spécifique). Cela souligne le caractère local (et non global, distinction pas toujours comprise) des symétries relativistes.
La métrique spatio-temporelle du référentiel tournant reste bien sûr la métrique de Minkowski car, en Relativité Générale, un changement de système de coordonnées n'affecte pas la métrique spatio-temporelle (l'espace-temps reste plat au passage de R à R'). Par contre, la géométrie spatiale dans R' (la mesure des distances) n'est pas Euclidienne. La circonférence du disque mesurée par les observateurs tournants est plus grande que {\displaystyle 2\pi R}. On dit du disque tournant qu'il a (pour les observateurs tournants) une courbure spatiale négative.

### Géométrie et calculs
Bien que l'on soit en relativité restreinte, on peut très bien utiliser la notion de métrique et le calcul tensoriel tels qu'ils sont utilisés en relativité générale. C'est d’ailleurs déjà ce que l'on fait lorsque l'on travaille en coordonnées polaires. En effet, en coordonnées polaires, le tenseur métrique de Minkowski n’a pas sa représentation canonique (rappelée ci-dessous).
Dans un système de coordonnées inertiel, la métrique de Minkowski (l'intervalle) s’écrit :
{\displaystyle ds^{2}=dx_{0}^{2}-dx_{1}^{2}-dx_{2}^{2}-dx_{3}^{2}}, soit encore
{\displaystyle ds^{2}=\eta _{\mu \nu }dx^{\mu }dx^{\nu }} avec
{\displaystyle \eta _{00}=1}
{\displaystyle \eta _{11}=-1}
{\displaystyle \eta _{22}=-1}
{\displaystyle \eta _{33}=-1}
les coefficients extra-diagonaux de {\displaystyle \eta _{\mu \nu }} étant nuls. Plus généralement, dans un repère quelconque (un système de coordonnées non nécessairement orthonormé) cette même métrique s’écrit :
{\displaystyle ds^{2}=g_{\mu \nu }dx^{\mu }dx^{\nu }} où {\displaystyle g_{\mu \nu }} est l’expression du tenseur métrique dans le système de coordonnées choisi.
Dans un espace-temps de Riemann quelconque, la valeur {\displaystyle g_{\mu \nu }=g_{\mu \nu }\left(x^{\delta }\right)} du tenseur métrique peut varier de point en point de manière tout à fait quelconque. En général, il n'est alors pas possible de trouver un changement de repère (c’est-à-dire un changement de système de coordonnées) qui permette de ramener la métrique à la forme de Minkowski. C’est possible seulement si l’espace-temps est plat. Par contre, il est toujours possible de se ramener à la métrique de Minkowski, en un point donné de l'espace-temps, par un changement de système de coordonnées approprié.
Nous supposerons connus les quelques outils propres aux géométries riemanniennes (symboles de connexion de Christoffel, tenseur de courbure de Riemann…). Cela dit, on peut comprendre le détail des calculs effectués (comme le calcul du tenseur de courbure par exemple) sans un bagage mathématique élaboré à condition de consulter préalablement les références nécessaires.
Par contre, une connaissance élémentaire (niveau certificat de fin d’étude) de ce qu’est la longueur d’une courbe est indispensable pour parvenir à comprendre ce que représente une métrique spatiale. La longueur d’une courbe, c'est le nombre de mètres (de centimètres, de millimètres...) que l'on doit mettre bout à bout pour aller de l'origine à l'extrémité de cette courbe en la suivant. Si cette connaissance géométrique de base n’est pas bien assimilée, on ne peut pas espérer comprendre ce que représente une métrique spatiale.

## Absence de courbure spatio-temporelle dans le référentiel tournant
Le passage d'un système de coordonnées inertiel à un référentiel tournant est un simple changement de coordonnées spatio-temporelles. Il ne peut donc pas modifier la courbure spatio-temporelle. Elle doit donc rester nulle. Les calculs de cette section servent uniquement à vérifier ce résultat (que l'on connaît déjà). Ils n'ont donc pas grand intérêt. On pourra les sauter sans grand dommage et passer à la section suivante nettement plus intéressante.
Nous allons travailler en coordonnées polaires {\displaystyle \left(ct,\rho ,\phi \right)}. Comme on se place en Relativité Restreinte, l'espace-temps est plat. Dans le référentiel inertiel R, la métrique de Minkowski s'écrit en coordonnées polaires : {\displaystyle ds^{2}=-c^{2}dt^{2}+d\rho ^{2}+\rho ^{2}d\phi ^{2}}
C’est-à-dire que nous avons la métrique
{\displaystyle g_{\mu \nu }={\begin{pmatrix}-1&0&0\\0&1&0\\0&0&\rho ^{2}\end{pmatrix}}}
Si on utilise un référentiel R' tournant attaché au disque, nous avons immédiatement
{\displaystyle {\begin{matrix}t'=t\\\rho '=\rho \\\phi '=\phi +\omega t\end{matrix}}}
Ce qui nous donne
{\displaystyle d\phi '^{2}=d\phi ^{2}+2\omega d\phi dt+\omega ^{2}dt^{2}}
En prenant en compte ce résultat dans l'expression de l'intervalle, nous trouvons
{\displaystyle ds^{2}=\left(\rho ^{2}\omega ^{2}-c^{2}\right)dt^{2}+2\omega \rho ^{2}d\phi dt+d\rho ^{2}+\rho ^{2}d\phi ^{2}}
Soit le tenseur métrique
{\displaystyle g'_{\mu \nu }={\begin{pmatrix}{\frac {\rho ^{2}\omega ^{2}}{c^{2}}}-1&0&{\frac {\omega \rho ^{2}}{c}}\\0&1&0\\{\frac {\omega \rho ^{2}}{c}}&0&\rho ^{2}\end{pmatrix}}}
Pour un point au repos sur le disque en rotation, on trouve avec l'intervalle
{\displaystyle d\tau ={\sqrt {1-{\frac {\rho ^{2}\omega ^{2}}{c^{2}}}}}dt}, soit le ralentissement habituel du temps de l'observateur tournant.
En utilisant {\displaystyle g_{\mu \alpha }g^{\alpha \nu }=\delta _{\mu }^{\nu }} et le tenseur métrique ci-dessus, on trouve
{\displaystyle g'^{\mu \nu }={\begin{pmatrix}-1&0&{\frac {\omega }{c}}\\0&1&0\\{\frac {\omega }{c}}&0&{\frac {1}{\rho ^{2}}}-{\frac {\omega ^{2}}{c^{2}}}\end{pmatrix}}}
La formule pour les symboles de Christoffel est
{\displaystyle \Gamma _{bc}^{a}={\frac {1}{2}}g^{ad}\left(\partial _{b}g_{cd}+\partial _{c}g_{bd}-\partial _{d}g_{bc}\right)}
Avec les expressions du tenseur métrique on trouve les seuls symboles non nuls
{\displaystyle {\begin{matrix}\Gamma _{\phi \phi }^{\rho }=-\rho \\\Gamma _{tt}^{\rho }=-{\frac {\rho \omega ^{2}}{c^{2}}}\\\Gamma _{\rho t}^{\phi }=\Gamma _{t\rho }^{\phi }={\frac {\omega }{\rho c}}\\\Gamma _{\phi t}^{\rho }=\Gamma _{t\phi }^{\rho }=-{\frac {\rho \omega }{c}}\\\Gamma _{\rho \phi }^{\phi }=\Gamma _{\phi \rho }^{\phi }={\frac {1}{\rho }}\end{matrix}}}
Le tenseur de courbure de Riemann - Christoffel vaut
{\displaystyle R_{abc}^{d}=\partial _{b}\Gamma _{ac}^{d}-\partial _{c}\Gamma _{ab}^{d}+\Gamma _{be}^{d}\Gamma _{ac}^{e}-\Gamma _{ce}^{d}\Gamma _{ab}^{e}}
Cela donne bien {\displaystyle R_{abc}^{d}=0}. La métrique spatio-temporelle du référentiel tournant est donc bien plate. C'est normal puisque nous sommes dans un espace-temps de Minkowski. Changer de système de coordonnées ne change pas l'espace-temps.
Par contre, nous allons voir dans la section suivante que la métrique spatiale, caractérisant les distances mesurées par les observateurs tournants avec leurs mètres affectés par la contraction de Lorentz, n'est pas plate. Il ne faut pas confondre métrique spatio-temporelle et métrique spatiale.

## Métrique spatiale du référentiel tournant
En coordonnées polaires {\displaystyle \left(ct,\rho ,\phi \right)}, dans le référentiel R' tournant à la vitesse angulaire {\displaystyle \omega }, l'espace est courbe de courbure spatiale négative. En effet, dans la direction circonférentielle, les mètres des observateurs tournants sont contractés par la contraction de Lorentz en {\displaystyle {\sqrt {1-v^{2}/c^{2}}}}.
La longueur d'un arc de cercle de longueur {\displaystyle \rho d\phi } (dans le référentiel inertiel R) est donc trouvée égale à {\displaystyle {\frac {\rho d\phi }{\sqrt {1-v^{2}/c^{2}}}}} par l'observateur tournant situé en {\displaystyle \left(\rho ,\phi \right)}. Dans la direction radiale, la longueur d'un segment de rayon de longueur {\displaystyle d\rho } reste par contre inchangée quand elle est mesurée par un observateur tournant. En effet, la contraction de Lorentz s'applique en direction circonférentielle, pas en direction radiale. Finalement, la métrique spatiale mesurée par les observateurs tournants vaut :
{\displaystyle dl^{2}=d\rho ^{2}+{\frac {\rho ^{2}}{1-v^{2}/c^{2}}}d\phi ^{2}} (où bien sûr {\displaystyle v=\omega \rho })